# Vabalato
Vabalato, cuyo nombre completo era Lucio Julio Aurelio Septimio Vabalato Atenodoro (en latín, Lucius Iulius Aurelius Septimius Vaballathus Athenodorus) (266-274) fue un rey de Palmira en el periodo 267-273, en que su madre la reina regente Zenobia gobernó.
Su nombre es la forma latinizada del original en árabe Wahb Allat, que significa «regalo de (la diosa) Allat». Como esta diosa árabe Alat (Allat) llegó a identificarse con Atenea, Vabalato usó el nombre de Atenodoro (Atenodorus) como forma griega de su nombre.

## Vida
Su padre fue el rey Septimio Odenato de Palmira y su segunda esposa Zenobia. Cuando su padre fue asesinado por su sobrino Meonio, en 267, Vabalato, de tan solo un año, fue nombrado rey, aunque el poder real lo ejerció su madre como reina regente. Zenobia conquistó Egipto, Siria, Palestina, Anatolia y Líbano.
Inicialmente, el emperador Aureliano reconoció de algún modo el gobierno de Vabalato, quizá porque estaba ocupado con el Imperio Galo en el oeste, y no tenía intención de abrir hostilidades con Palmira. Este reconocimiento está testificado en varias monedas acuñadas en Palmira, en las cuales Aureliano está reflejado con el título de augusto. Sin embargo, las relaciones entre los dos gobernantes se deterioraron, y Aureliano desapareció de las monedas palmiranas, mientras que Vabalato y Zenobia aparecían con los títulos de augusto y augusta, respectivamente.
El final del gobierno de Vabalato llegó cuando Aureliano conquistó y saqueó Palmira en 272-273, llevándose a Vabalato y Zenobia a Roma como prisioneros. Según Zósimo, el niño murió durante el viaje a Roma.